# Мост (село в Болгарии)
Мост (болг. Мост) — село в Болгарии. Находится в Кырджалийской области, входит в общину Кырджали. Население составляет 641 человек.
В селе прошло детство нынешнего кмета общины Кырджали Хасана Азиса. Здесь также родился известный скульптор Зияттин Нуриев, преподаватель факультета искусств Университета Мармара (Стамбул).

## Политическая ситуация
В местном кметстве Мост, в состав которого входит Мост, должность кмета (старосты) исполняет Лятиф Мехмед Расим (Движение за права и свободы (ДПС)) по результатам выборов правления кметства.
Кмет (мэр) общины Кырджали — Хасан Азис (Движение за права и свободы (ДПС)) по результатам выборов в правление общины.